# 约翰·德比希尔 (游泳运动员)
约翰·德比希尔（英語：John Derbyshire，1878年11月29日—1938年11月25日），英国男子游泳、水球运动员。他曾代表英国参加1908年和1912年夏季奥林匹克运动会游泳比赛，其中1908年奥运会获得一枚金牌。